# إدموند ووكر
إدموند ووكر (بالإنجليزية: Edmund Murton Walker)  (و. 1877 – 1969 م) هو عالم حشرات، وأستاذ جامعي كندي، ولد في وندسور، توفي في تورونتو، عن عمر يناهز 92 عاماً.
.

## جوائز
حصل على جوائز منها:
- Flavelle Medal [الإنجليزية]‏ (1960).